# II. Háddzsi Giráj krími kán
II. Hadzsi Giráj (krími tatár: II Hacı Geray, ٢ خاجى كراى), (1644 – 1689) krími tatár kán.

## Élete
Hadzsi I. Szelamet Giráj kán unokája volt. Bécs 1683-as ostrománál kitüntette magát, amikor a visszavonulásnál megmentette a szultán zászlaját. A szultán feltehetőleg emiatt nevezte ki a leváltott krími kán, Murád Giráj helyére.
II. Hadzsi az előz kán, I. Szelim Giráj két fiát, Devletet és Azamatot nevezte ki a kánság legfontosabb hivatalaiba. Megtiltotta a káni jövedelmekből és az Isztambulból érkező támogatásokból történő kifizetéseket, amivel elvesztette a bégek támogatását. A Sirin klán visszaszorítását célzó intézkedései már nyílt ellenállásra találtak. Kis termete és szűkmarkúsága miatt gúnyolódások céltáblája lett. A lázadók a bahcsiszeráji káni palotát is elfoglalták, és kérelmet küldtek a szultánhoz, hogy I. Szelimet ültesse vissza a trónra. A bukott Hadzsi Törökországba költözött és Rodosz szigetén halt meg 1689-ben.

## Fordítás
Ez a szócikk részben vagy egészben  a(z)   Хаджи II Герай című orosz Wikipédia-szócikk ezen változatának fordításán alapul.  Az eredeti cikk szerkesztőit annak laptörténete sorolja fel. Ez a jelzés csupán a megfogalmazás eredetét és a szerzői jogokat jelzi, nem szolgál a cikkben szereplő információk forrásmegjelöléseként.
| Előző uralkodó: Murád Giráj | Krími kán 1683 – 1684 | Következő uralkodó: I. Szelim Giráj |